# 樋渡次右衛門
樋戸 次右衛門（ひわたし じうえもん、1864年6月22日（元治元年5月19日） - 1934年（昭和9年）10月31日）は、日本の政治家。衆議院議員（1期）。

## 経歴
鹿児島県出身。後の揖宿郡頴娃町（現南九州市）生まれ。攻玉社、三田英学塾で学び、アメリカへ留学する。小学校教員、英語教師となり、頴娃村会議員、同助役、同学務委員、同農会長、鹿児島県会議員、同参事員を務める。また、農業を営み、鹿児島県茶葉組合連合会議所会頭、福徳生命保険(株)鹿児島出張所長となる。
1920年の第14回衆議院議員総選挙において鹿児島3区から立憲政友会公認で立候補して当選する。衆議院議員を1期務め、1924年の第15回衆議院議員総選挙では政友本党から立候補したが落選した。1934年に死去した。